# Vittorio Gnecchi
Vittorio Gnecchi Ruscone (Milano, 17 luglio 1876 – Milano, 5 febbraio 1954) è stato un compositore italiano.

## Biografia
Vittorio Gnecchi era figlio di un ricco industriale. Grazie alla solida posizione finanziaria, poté seguire lezioni private, ed ebbe tra i suoi insegnanti Michele Saladino (che fu anche maestro di Pietro Mascagni e Victor de Sabata), Tullio Serafin, Gaetano Coronaro e Carlo Gatti.
Appena diciannovenne, conseguì un buon successo con l'azione pastorale Virtù d'amore, e ciò gli consentì di pubblicare i suoi lavori con il prestigioso editore Ricordi. Il lavoro seguente fu l'opera Cassandra, il cui libretto, tratto dall'Orestea di Eschilo, fu dapprima impostato dallo stesso Gnecchi, poi affidato al librettista Luigi Illica. Cassandra fu completato nel 1903 e debuttò il 5 dicembre 1905 al Teatro Comunale di Bologna con la direzione di Arturo Toscanini con Solomija Krušel'nyc'ka e Giuseppe Borgatti.
Poco dopo la prima rappresentazione dell'Elettra di Richard Strauss (25 gennaio 1909), apparve in Italia un articolo dal musicologo Giovanni Tebaldini, dal titolo Telepatia Musicale. In questo articolo venivano messe a confronto Cassandra ed Elettra, e l'autore giungeva alla conclusione che Strauss doveva avere conosciuto il lavoro di Gnecchi, e poteva forse averlo plagiato. Strauss negò il plagio e, anche se sembrano essere accertati contatti epistolari a proposito dell'opera tra lui e Gnecchi, la critica è incline a ritenere che le somiglianze siano casuali. Gnecchi non si pronunciò mai sul caso, ma il suo nome fu legato ad esso per tutta la vita. Il clamore causato dall'articolo frenò la circolazione di Cassandra in Italia, mentre all'estero si ebbero diverse rappresentazioni fino al 1933 (tra cui alla Volksoper di Vienna, a Filadelfia e in numerosi teatri tedeschi). In tempi più recenti, l'opera venne ripresa a Montpellier il 13 luglio 2000, in un concerto che diede luogo ad una registrazione discografica. Giunse poi nel 2011 al Teatro Bellini di Catania, con interpreti Giovanna Casolla (Clitennestra), John Treleaven (Agamennone) e Marija Penčeva (Cassandra) e direttore Donato Renzetti.
L'opera successiva di Gnecchi fu La Rosiera, del 1927, che fu seguita dal balletto Atlanta (1929). Il compositore, il cui stile è caratterizzato dall'impiego di armonie cromatiche post-wagneriane all'interno di forme classiche, giunse tardi agli onori del Festival di Salisburgo, nel quale furono rappresentati alcuni dei suoi lavori, tra cui la Missa Salisburgensis (1933), la Cantata Biblica (1934) e l'opera Giuditta (1953), anch'essa come Cassandra con libretto di Illica, la cui composizione era cominciata quasi quarant'anni prima, nel 1914.

## Composizioni

### Opere
- Virtù d'amore, azione pastorale in due atti, libretto di Maria Rossi Borzotti (rappresentazione privata presso villa Gnecchi, Verderio di Brianza, Como, 7 ottobre 1896)
- Cassandra, tragedia per musica in un prologo e due parti, libretto di Luigi Illica (Teatro Comunale, Bologna, 5 dicembre 1905)
  - Revisione: Ferrara 29 febbraio 1909
- La Rosiera, idillio tragico in tre atti, libretto proprio e di Carlo Zangarini (Preussisches Theater, Gera, 12 febbraio 1927). Da Non si scherza con l'amore (On ne badine pas avec l'amour) di Alfred de Musset

Il lavoro, dopo avere ottenuto buon successo all'estero (Vienna, Berlino, Praga, Filadelfia, Stoccolma), giunse in Italia al Teatro Verdi di Trieste il 25 gennaio 1931 e si vide anche a Ravenna l'anno seguente. L'opera, «ricca di colore, elegantissima nello svolgimento dei temi e nell'armonizzazione», è ambientata alla fine del '700 e racconta l'amore di due sorelle per lo stesso uomo, il barone Perdicano. Camilla ama Perdicano ma lo respinge per non rivelare i propri sentimenti; Perdicano allora si innamora di Rosetta; Camilla riesce a riconquistare Perdicano ma Rosetta si suicida per disperazione lo stesso giorno delle nozze.
- Giuditta, tragedia (oratorio) in tre atti, libretto di Luigi Illica (Salisburgo, 1953)

### Musica strumentale, per orchestra e vocale
- Atalanta, balletto sinfonico di danze greche (Teatro Lirico, Milano, 1929)
- Adagio per violoncello e piano (Parigi, 1929)
- Adagio cantabile, pezzo sacro per strumenti ad arco e organo (Salisburgo, 1931)
- Poema eroico (Notte nel campo di Oloferne), per orchestra (Teatro alla Scala, Milano, 6 giugno 1932)
- Salve, Regina!, mottetto per soprano solo, coro e orchestra (Milano, 1932)
- O sacrum convivium, mottetto per soprano, coro e orchestra (Milano, 1932)
- Missa Salisburgensis, per soprano, baritono, coro e grande orchestra (Salisburgo, 4 agosto 1933)

L'esecuzione salisburghese ebbe vivo successo e la critica scrisse di «tipica produzione della musica sacra italiana moderna» che si avviava a un nuovo stile pur attenendosi alla tradizione palestriniana.
- Cantata biblica, tre preludi e tre parti per canto e pianoforte (Salisburgo, 1934)
- Danze e riti greci, per violino, violoncello e pianoforte (1939)
- Pavane per pianoforte
- Preghiera, pezzo sacro per strumenti ad arco e organo
- Ave Maria, per tre voci e organo
- Tempo di sinfonia in re bemolle

### Canto e pianoforte
- Invocazione italica: coro di popolo, testo di Giovanni Borelli (Milano, 1915)
- Preghiera del soldato, testo di F. Pastonchi (Milano, 1917)
- Dormi, tesoro, testo proprio (Milano, 1932)
- Die kleine Mutter, testo di Manfred Hausmann (Milano, 1933)
- Sorride ella, da un testo di Rabindranath Tagore (Roma, 1934)
- Non partire, da un testo di Rabindranath Tagore (Roma, 1934)
- Il segreto, da un testo di Rabindranath Tagore (Roma, 1934)
- La lampada, testo di Raniero Nicolai (1934)
- Tristezza d'una notte di primavera,, testo di Gabriele D'Annunzio
- Nozze rosee, testo di Maria Rossi Borzotti
- Birdy song, testo di J. Madden

## Discografia
- Cassandra - Denia Mazzola Gavazzeni (Clitennestra), Alberto Cupido (Agamennone), Arnold Kocharyan (Egisto), Tea Demurishvili (Cassandra), Pierre Lebon (Oreste), Andzella Kirse (Una Coèfora), Jean Marc Ivaldi (Il Fazionario del Porto), Jean Marc Ivaldi (Il Navarca), Nikola Mijailovic (Il Prologo) - Direttore: Enrique Diemecke - Orchestre National de Montpellier Languedoc-Roussillon. Latvian Radio Chorus - Registrazione dal vivo - 2000 - Agorà Musica AG 260.2[7][8]